# Ana Cecilia Blum
Ana Cecilia Blum (* 17. März 1972 in Guayaquil) ist eine ecuadorianische Autorin und Journalistin. 
Sie studierte Politikwissenschaften an der Universidad Laica Vicente Rocafuerte de Guayaquil.

## Werke
- Descanso sobre mi sombra
- Donde duerme el sueño
- I am opposed
- En estas tierras